# Chevrolet Chevelle
El Chevrolet Chevelle fue un automóvil deportivo de tamaño medio producido por la división Chevrolet del fabricante estadounidense General Motors en tres generaciones desde 1964 hasta 1977. Parte de la plataforma A, el Chevelle fue una de las marcas de mayor éxito de Chevrolet. Las carrocerías incluyen coupés, sedanes, descapotables, familiares y pickup El Camino. Versiones Super Sport se produjeron hasta el año modelo 1973; y modelos algunas de 1973 hasta 1976.
Después de una ausencia de tres años, El Camino fue reintroducido como parte de la nueva línea de Chevelle. El Chevelle también proporcionó la plataforma para el Monte Carlo introducido en 1970. El Malibu, el modelo superior de la línea hasta 1972, sustituyó la marca Chevelle de los rediseñados, más compactos modelos de 1978.

## Historia
El Chevelle fue presentado el 26 de septiembre de 1963 como un vehículo de tamaño medio de la flota de Chevrolet. Era, básicamente, un modelo entre el compacto Chevy II/Nova y el más grande Impala. El Chevelle fue pensado para competir con el Ford Fairlane y a devolver a la alineación de Chevrolet un modelo similar en tamaño y concepto de los modelos más populares desde 1955 hasta 1957.
El Chevelle fue construido sobre una nueva plataforma «A» y tenía una distancia entre ejes de 112 plg (284,5 centímetros). La suspensión fue de doble brazo oscilante de longitud desigual en la parte delantera y una suspensión trasera de eje rígido con 4 brazos. El modelo base era la serie 300, mientras que el Malibu SS fue el modelo más alto de la línea.
El Chevelle fue producido desde 1964 hasta 1977. En 1978 se convirtió en el Malibu, que una vez había sido una opción de molduras y acabados para el Chevelle. Durante la fase de prototipo en desarrollo, llevó el emblema Nova. Cuando fue concebido, los diseñadores de Chevrolet esperaban que el Chevelle la traería de vuelta el entusiasmo que los propietarios de Chevy tenían para los modelos de 1955 a 1957 Bel Air.
Cupés dos puertas sin parantes (hardtops) y descapotables, sedanes de cuatro puertas, familiares cuatro puertas y pickup (El Camino) se ofrecen durante toda la tirada. De acuerdo con otras series de Chevrolet, los hardtops de dos puertas fueron llamados Sport Coupes (cupés deportivos). Hardtops de cuatro puertas apodados Sport Sedans (sedanes deportivos), estaban disponibles desde 1966 hasta 1972. Una familiar de dos puertas estaba disponible en 1964 y 1965 en la serie base 300.
Varias camionetas tipo familiar fueron vendidos con emblemas exclusivos: Greenbrier, Concours y Concours Estate. Seis cilindros y V8s fueron ofrecidos a todos los niveles. El Chevelle fue la base para el Beaumont, un modelo re-ornamentado vendido solamente en Canadá por los concesionarios Pontiac hasta 1969.

### Super Sport (SS)

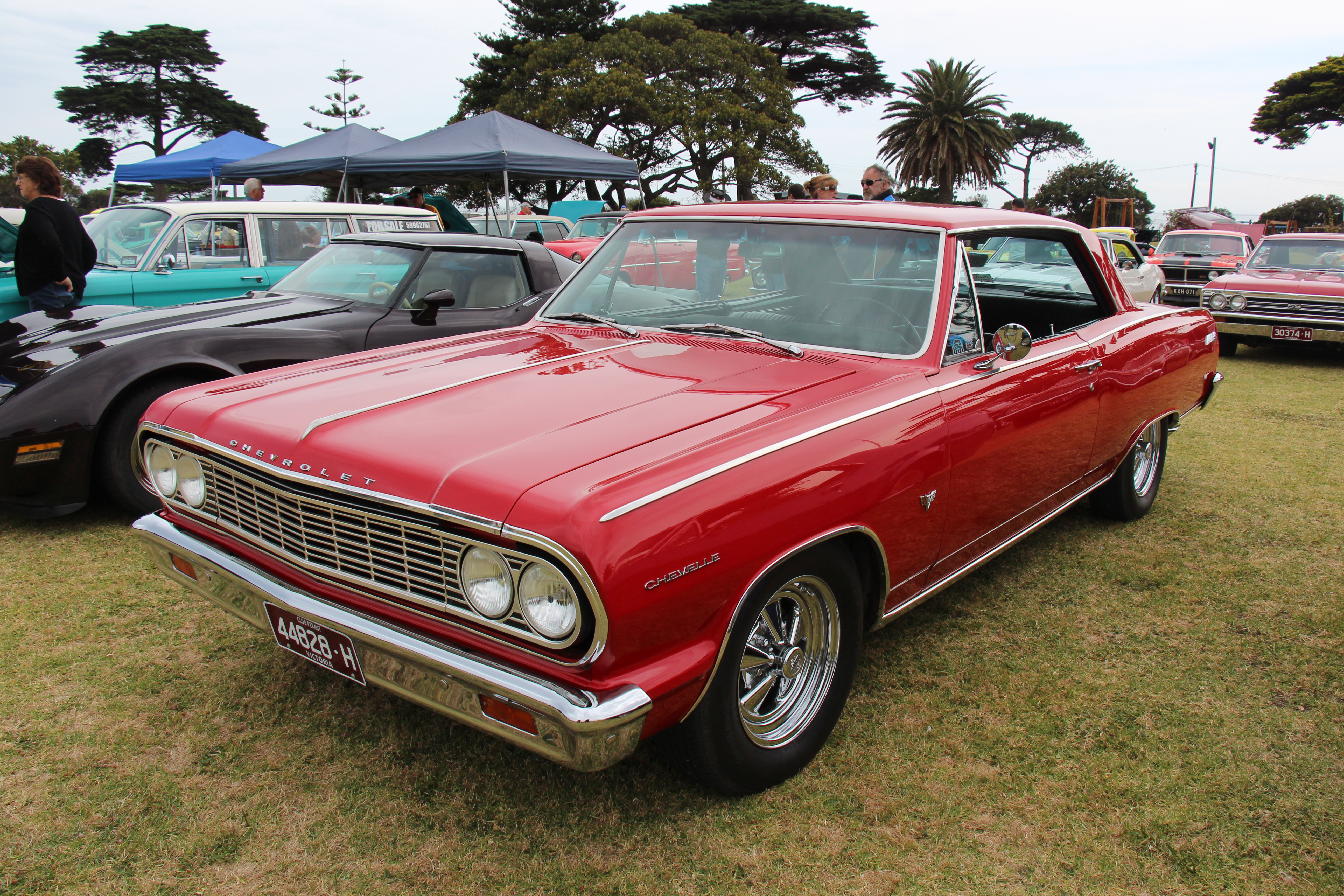
Chevelle SS Sports Coupé de 1964

El Chevelle Malibu Super Sport (SS) representa la entrada de Chevrolet en la batalla del muscle car. El Malibu SS fue ofrecido en un «Sport Coupe» (coupé deportivo, también conocido como hardtop) y configuración descapotable.
La opción añadía molduras cromadas exteriores especiales y emblemas SS, también recibe frenos de disco, asientos de butaca envolventes, consola central, instrumentos adicionales y un motor de seis cilindros en línea o un V8 de 283 pulgadas cúbicas (4,6 L) con 220 HP (164 kilovatios), un V8 de 327 plgs³ (5,4 L), ya sea en 250 HP (186 kilovatios) ó 300 HP (224 kilovatios) fue disponible a mediados de 1964. El paquete Super Sport estaba disponible por USD $162 en el exclusivo Malibu hardtop dos puertas y convertibles.
Después de 1965, la insignia Malibu SS fue remplazado por Chevelle SS 396, un paquete como opción de alto rendimiento Z-16 fue disponible que lo convirtió en una serie propia en 1966, 1968 fue el último año del SS 396.
En 1968 la serie SS 396 se amplió a la línea de El Camino, así y resultó ser el único año en que El Camino recibió su propia serie de SS 396. El motor base en el Chevelle SS 396 era el V8 de 396 plgs³ (6,5 L) con 325 HP (242 kilovatios); 360 HP (268 kilovatios) para 1966, 350 HP (261 kilovatios) para 1967 y 1968; y las versiones de 375 HP (280 kilovatios) como opciones.
En 1969, la serie SS 396 fue abandonado y se ofreció la Opción de Producción Regular (Regular Production Option (RPO) en inglés), Z25 como opción equipo SS. El equipo SS RPO Z25 estaba disponible en la serie Malibu coupé deportivo, descapotable y pickup, así como la serie 300 Deluxe 2 puertas coupé (en este caso sedán con parantes) y 300 Deluxe series 2 puertas coupé deportivo (hardtop). Este fue el único año RPO Z25 se ofrece como una opción en otra serie que no sea de la serie Malibu entre 1969-1972.
Los Chevelle SS 396 300 Deluxe 2 puertas con parantes fueron más rígidos y menos pesados que sus primos cupés hardtop, estos modelos fueron más frecuentemente ordenados con una cosa en mente, carreras de aceleración.

## Primera generación (1964-1967)

### 1964-1965
La primera generación de Chevelle apareció en 1964 disponible en sedán, hardtop, descapotable y familiar. Se ofreció una amplia gama de motores de seis cilindros en línea hasta el 327 V8. El modelo 1964 se distingue por su parrilla limpia con rejilla cuadriculada y cuatro faros. La parrilla de 1965 tiene una gran divisor horizontal que une los conjuntos de faros con una rejilla puntiaguda. Este fue el primer año para un Chevelle SS 396 paquete especial.
En 1965 un paquete de opción Z16 dio al Chevelle SS 396 convertible un marco interno de alta resistencia para reducir al mínimo la flexibilidad del chasis, todos los modelos SS también tienen un sistema de suspensión de alto rendimiento, neumáticos F70x14 (195/70-14) de alto rendimiento con fina franja roja o blanca sobre las nuevas llantas tipo rally en acero de 14 pulgadas (35,6 cm), mientras que Chevelles estándar presentaban neumáticos de 7.35 x 14 pulgadas (35,6 cm).

### 1966-1967
El modelo 1966 introdujo un rediseño del Chevelle con una carrocería más esbelta, con paneles traseros esculpidos tipo «botella de Coca-Cola» más pronunciados que el modelo anterior, y la coupé 2 puertas sin parantes con tratamiento especial de la ventana trasera. Para 1966, el modelo SS tiene su propia parrilla en negro y el emblema identificación «SS 396» en el centro, el Chevelle regular utiliza una parrilla cromada. Un Hardtop 4 puertas «Sport Sedán» se unió a la serie de Malibu este año.
Para el 1967 su parachoques delantero y parrilla recibieron una cirugía estética modesta, diferenciándolo sutilmente de los Chevelles de 1966. El panel trasero del modelo SS también recibió el tratamiento de una banda negra que no se encontraba en los modelos anteriores. Los faros traseros fueron envolventes alrededor de las esquinas de los paneles traseros. Para 1967, los compradores podían ordenar el Chevelle SS con frenos de disco delanteros y la transmisión automática de tres velocidades Turbo 400 y una columna de dirección y volante con absorción de energía.

### Motorizaciones
Motorizaciones disponibles entre 1964 - 1967
| Tipo de motor | Cilindrada        | Potencia                                            | Años                                                      |
| ------------- | ----------------- | --------------------------------------------------- | --------------------------------------------------------- |
| 6 en línea    | 194 plgs³ (2,5 L) | 120 HP (89 kilovatios)                              | Chevelle estándar - 1964-67                               |
| 6 en línea    | 230 plgs³ (3,8 L) | 140 HP (104,4 kilovatios) - 155 HP (116 kilovatios) | Chevelle estándar - 1964-67                               |
| 6 en línea    | 250 plgs³ (4,1 L) | 155 HP (116 kilovatios)                             | Malibu estándar - 1964-67                                 |
| V8            | 283 plgs³ (4,6 L) | 194 HP (145 kilovatios) - 220 HP (164 kilovatios)   | Malibu estándar - 1964-67; opcional en Chevelle - 1964-67 |
| V8            | 327 plgs³ (5,4 L) | 250 HP (186 kilovatios) - 345 HP (257 kilovatios)   | Malibu SS - 1964 - 65; opcional en Malibu - 1964-67       |
| V8            | 396 plgs³ (6,5 L) | 325 HP (242 kilovatios) - 375 HP (280 kilovatios)   | Chevelle SS 396 - 1966-67                                 |

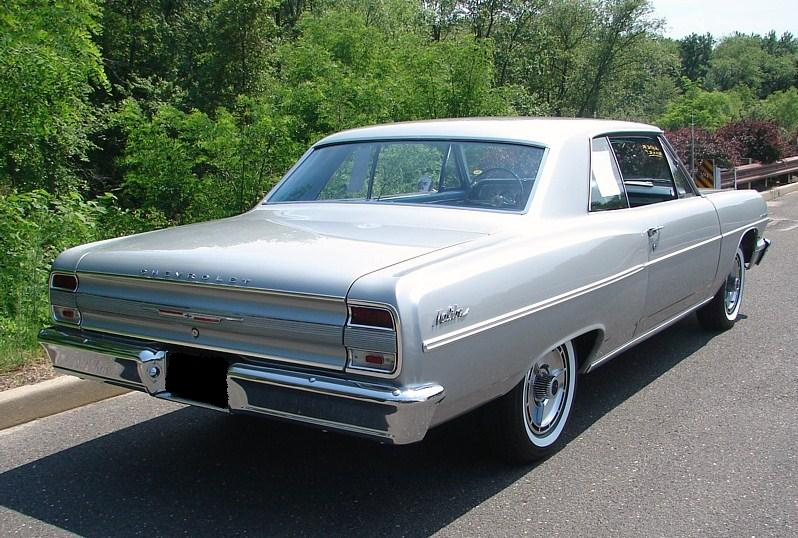
1964 Chevelle Malibu SS coupé hardtop
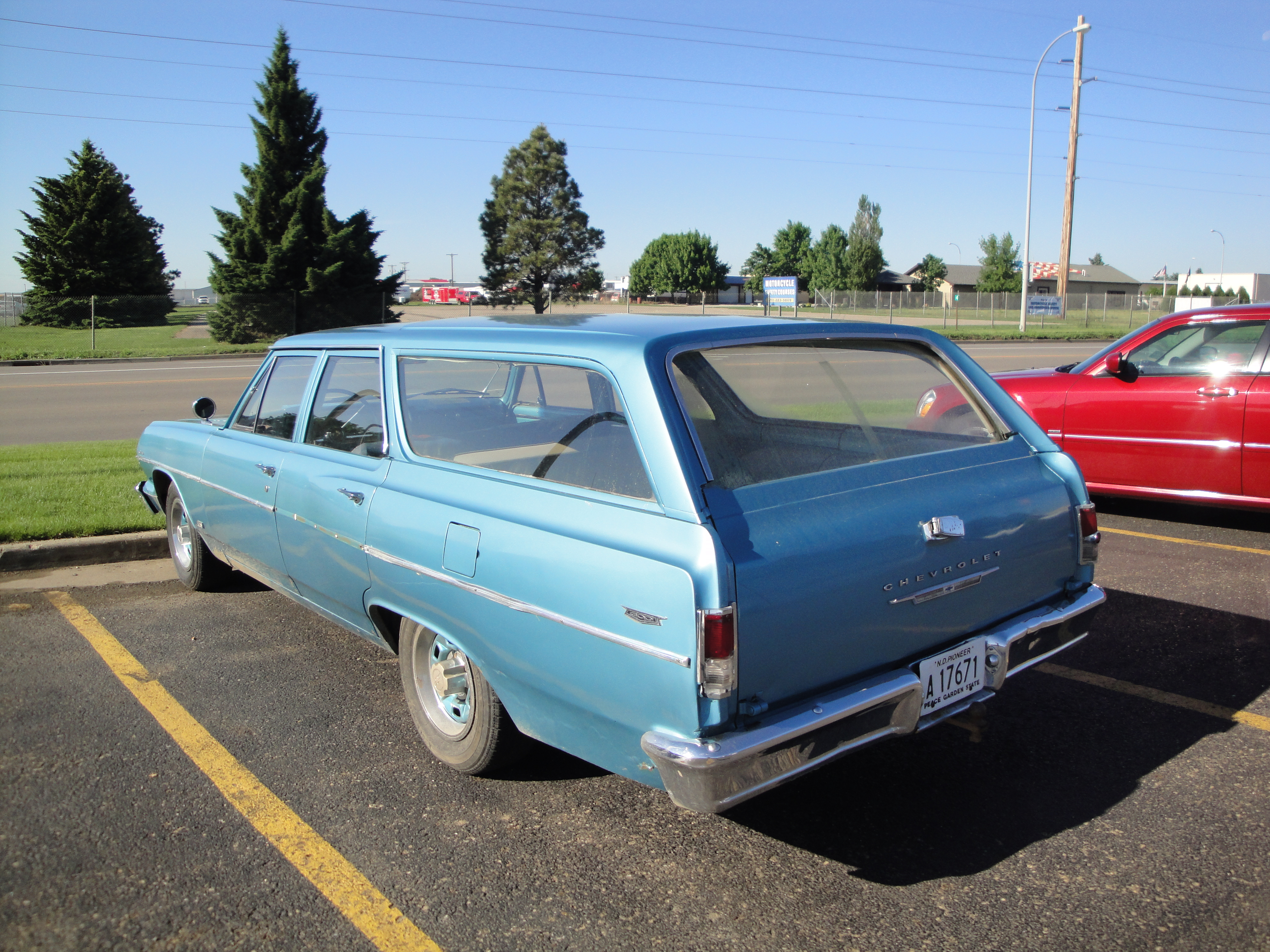
1964 Chevrolet Chevelle 300 rural
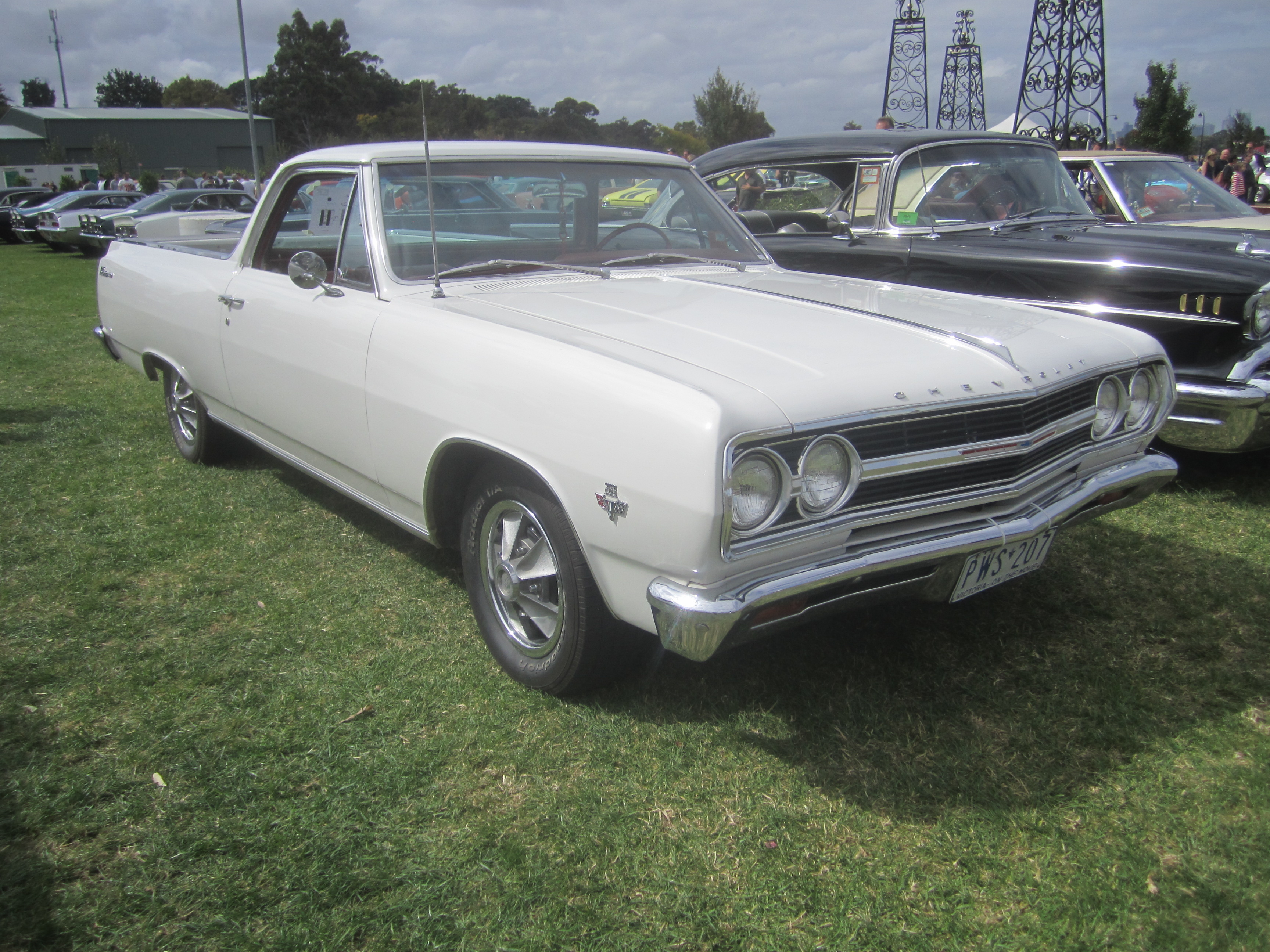
1965 El Camino coupé utilitario basado en el Chevelle

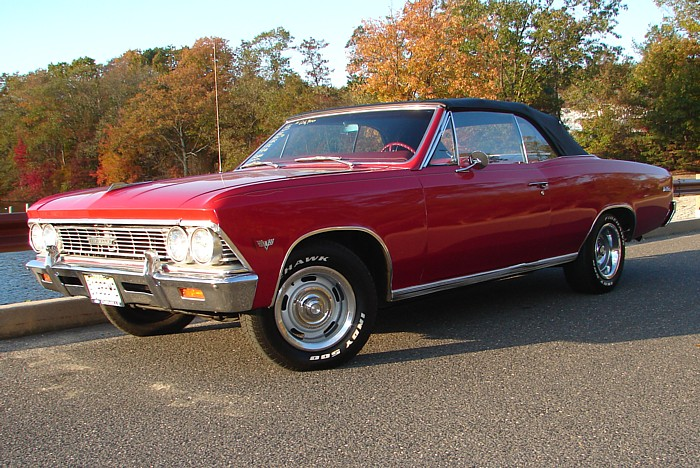
1966 Chevelle SS 396
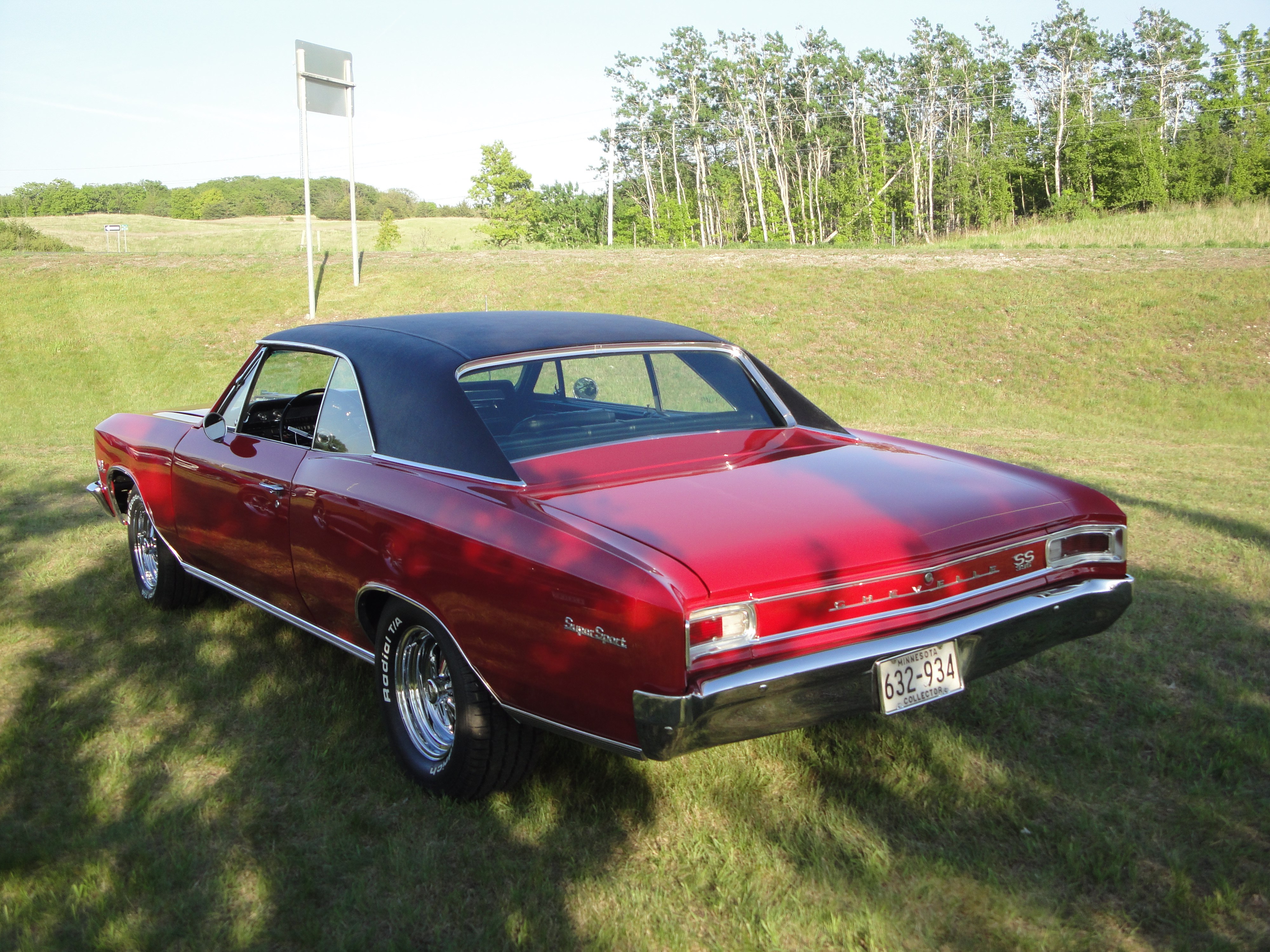
1966 Chevelle SS 396
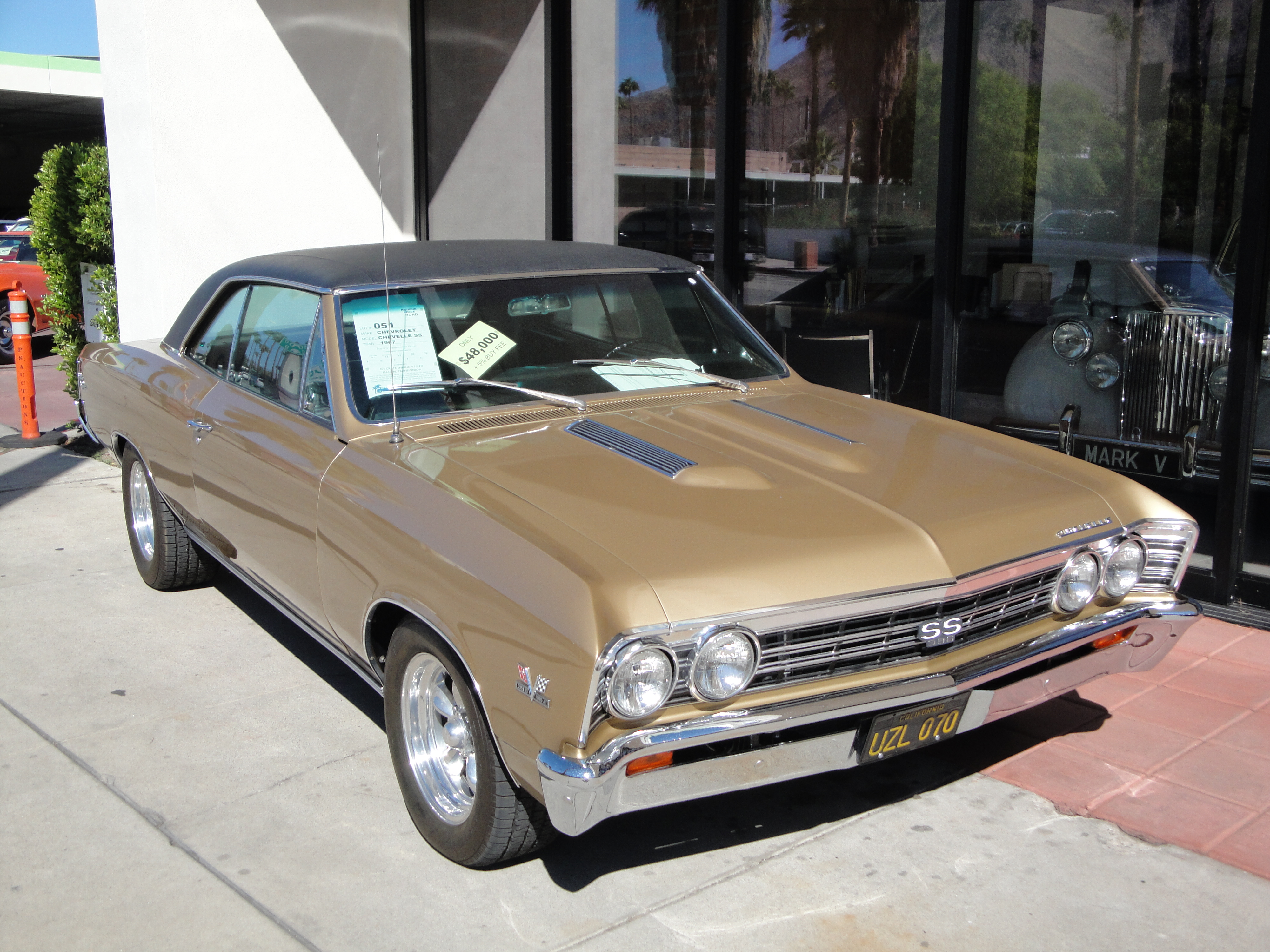
1967 Chevelle SS 396

## Segunda generación (1968-1972)
El Chevrolet Chevelle fue rediseñado para 1968 y ganó una carrocería adicional - una nueva familiar. El diseño incluyó un capó más largo y un baúl acortado con un guardabarros delantero extendido hacia atrás. Las carrocerías ahora descansan sobre dos tamaños de distancia entre ejes, la más corta de 2800 mm (110,2 pulgadas) reservado para el coupé y la más larga de 2946 mm (116 pulgadas) para los sedanes y familiares cuatro puertas. En la parte delantera, los faros dobles fueron montadas en marcos metálicos individuales de forma cuadrada. En la parrilla se destacan molduras de ancho completo con un espacio como toma de aire acabado en negro. En los guardabarros delanteros y por encima del faro izquierdo se ubican los emblemas Chevelle en letra cursiva. El equipo estándar incluye apoyabrazos delantero, calefacción, desempañador, y todas las características de seguridad de General Motors.
El Chevelle Malibu fue el modelo superior no de alta rendimiento (SS) en la alineación Chevelle. Las versiones Malibu tenían luces traseras singulares, con las luces de reversa reposicionadas en el parachoques trasero.

### Motorizaciones
Motorizaciones disponibles entre 1968 - 1972
| Tipo de motor | Cilindrada        | Potencia                                          | Años                                                      |
| ------------- | ----------------- | ------------------------------------------------- | --------------------------------------------------------- |
| 6 en línea    | 230 plgs³ (3,8 L) | 140 HP (104 kilovatios) - 155 HP (116 kilovatios) | Chevelle estándar - 1968-72                               |
| 6 en línea    | 250 plgs³ (4,1 L) | 175 HP (130 kilovatios)                           | Chevelle estándar - 1968-72                               |
| V8            | 307 plgs³ (5,0 L) | 194 HP (145 kilovatios) - 220 HP (164 kilovatios) | Malibu estándar - 1968-72; opcional en Chevelle - 1968-72 |
| V8            | 327 plgs³ (5,4 L) | 250 HP (186 kilovatios) - 274 HP (204 kilovatios) | opcional en Malibu - 1968-72 y Chevelle - 1968-72         |
| V8            | 350 plgs³ (5,7 L) | 175 HP (130 kilovatios) - 270 HP (201 kilovatios) | Chevelle SS - 1968 - 72; opcional en Malibu - 1968-72     |
| V8            | 396 plgs³ (6,5 L) | 300 HP (224 kilovatios) - 375 HP (280 kilovatios) | SS 396 - 1968-72                                          |
| V8            | 402 plgs³ (6,6 L) | 239 HP (178 kilovatios) - 330 HP (246 kilovatios) | opcional en SS 396 - [RPO Z25] - 1970-71                  |
| V8            | 454 plgs³ (7,4 L) | 270 HP (201 kilovatios) - 450 HP (336 kilovatios) | opcional en SS - [RPO Z15] - 1970 - 72                    |

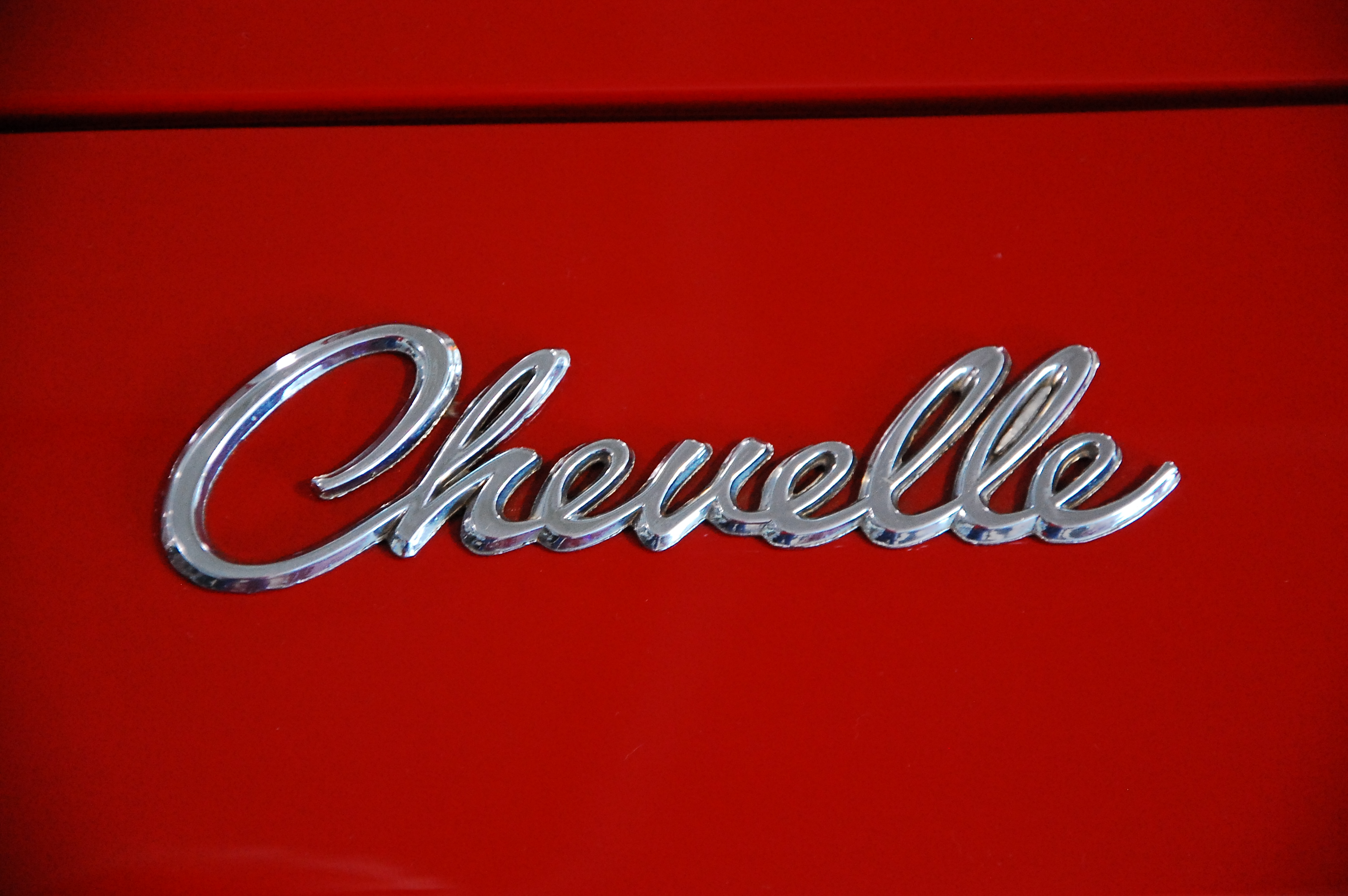
Emblemas Chevelle
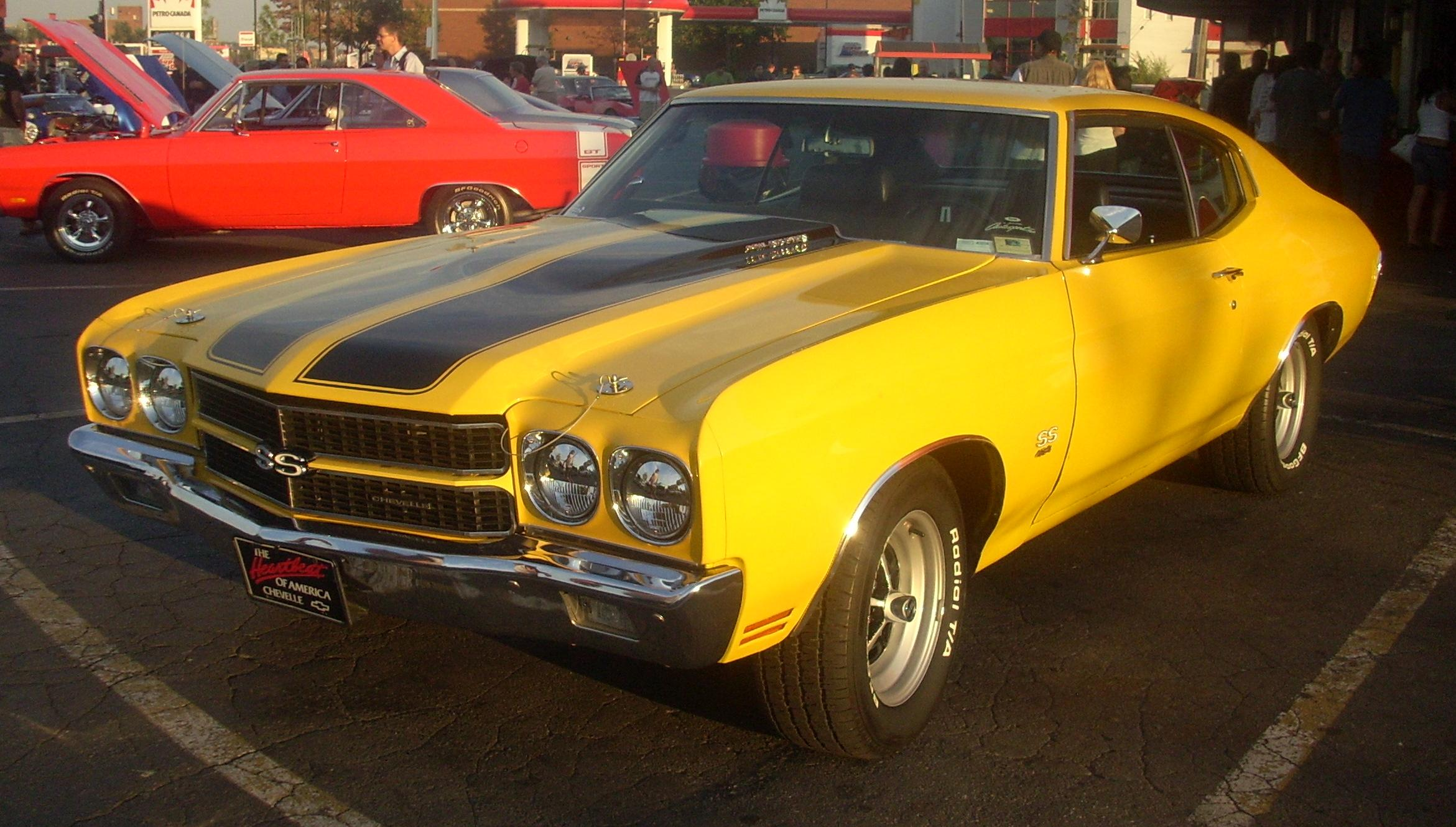
1970 Chevelle SS 396
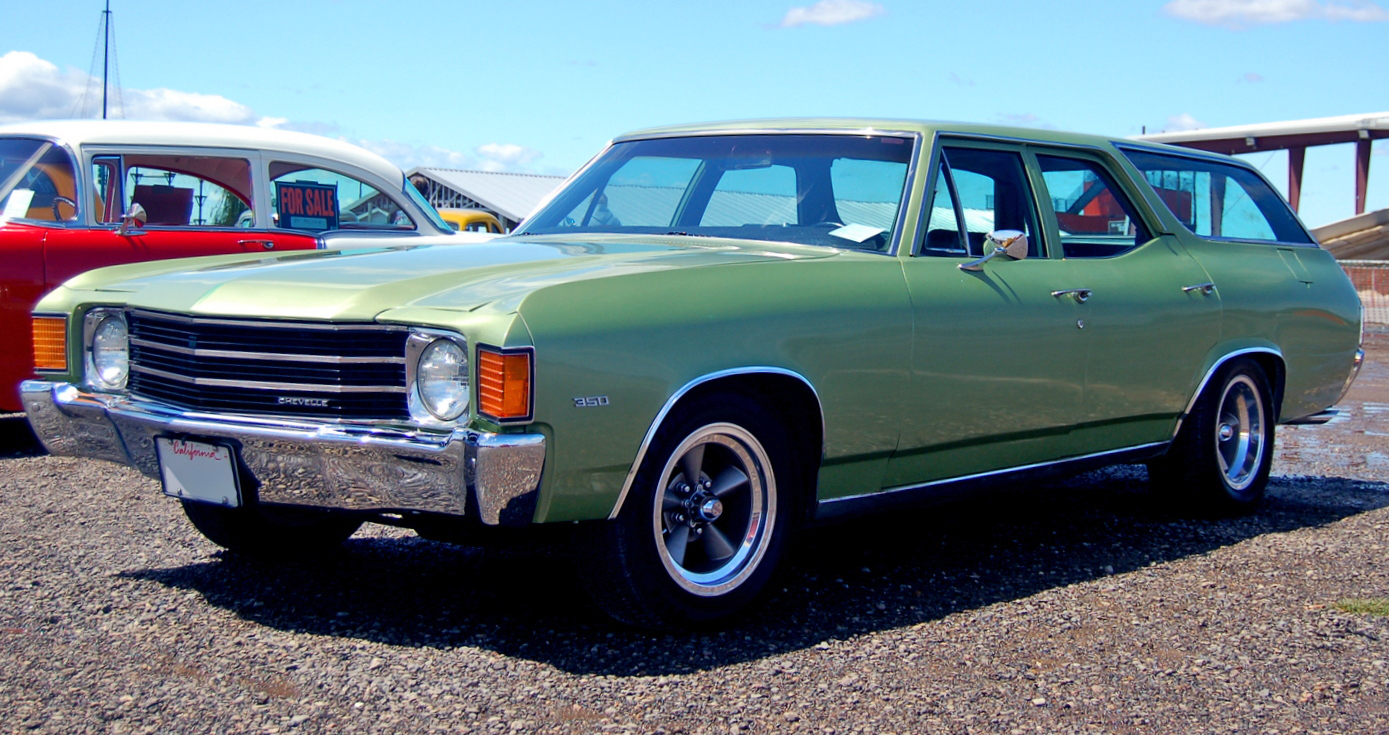
1972 Chevelle familiar

### Los Yenko Chevelles
Se han registrado Malibus (Chevelles) en carreras dyno run, con motores de fábricas con más de 470 HP (350 kilovatios) tales como el 1970 Chevelle LS6 son reconocidos por su poder musculoso y potencia extraordinaria, entre los mejores el Chevelle Yenko, creado por Don Yenko un muscle car con más de 500 HP (373 kilovatios). Algunos concesionarios ordenaron el paquete creado por Yenko para venderlos como sus propios superdeportivos.[cita requerida]

## Tercera generación (1973-1977)

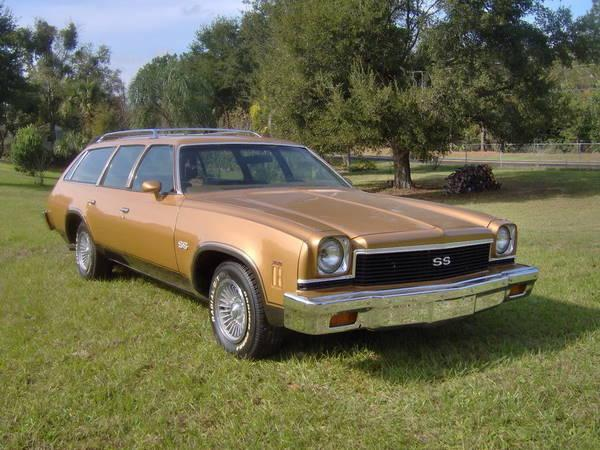
Chevrolet Chevelle SS familiar de 1973

1973 marcó la introducción de la tercera generación de Chevelle, y después de tres años con poco cambio a cualquier modelo, la línea completa fue sometida a un cambio de imagen exhaustiva. Este año también marcó el último año de la legendaria línea SS, así como la noción de Chevelle como el coche todopoderoso (all-American muscle car) de todos los estadounidenses (aunque Chevelles pasaban a ser fuertes contendientes de NASCAR a través de los mediados de los años 70). Dilución del producto llegó a su punto más bajo y el paquete de los SS eran técnicamente solo disponible en las rural Chevelle.
Introducido como la línea de lujo de gama alta de la Chevelle, el Laguna eclipsó al Malibu el lugar sostenido durante mucho tiempo como de los modelos más lujosos. El Malibu se mantuvo como un coche de nivel medio, con el Deluxe reemplazando el simplemente llamado Chevelle como el modelo base.
La versión 1974 del modelo Laguna sustituye al SS como la línea superior. En 1977, cuando el nombre de Chevelle dejó de existir para dar paso al Chevrolet Malibu, un auto más compacto y ligero, que continuó la saga con los derivados del Chevelle, como El Camino y Monte Carlo.
Véase también: Chevrolet Malibu.

### Motorizaciones
Motorizaciones disponibles entre 1973 - 1977
| Tipo de motor | Cilindrada        | Potencia                                          | Modelos                               |
| ------------- | ----------------- | ------------------------------------------------- | ------------------------------------- |
| 6 en línea    | 250 plgs³ (4,1 L) | 100 HP (75 kilovatios) - 110 HP (82 kilovatios)   | Deluxe y Malibu estándar              |
| V8            | 307 plgs³ (5,0 L) | 145 HP (108 kilovatios)                           | Deluxe y Malibu estándar              |
| V8            | 350 plgs³ (5,7 L) | 145 HP (108 kilovatios) - 170 HP (127 kilovatios) | estándar en Laguna; opcional en otros |
| V8            | 402 plgs³ (6,6 L) | 175 HP (130 kilovatios)                           | opcional en todos                     |
| V8            | 454 plgs³ (7,4 L) | 265 HP (198 kilovatios)                           | opcional en todos                     |

## En la cultura popular
- En las películas The Fast and The Furious y Fast & Furious, Dominic Toretto (interpretado por Vin Diesel) conduce un Chevrolet Chevelle SS 1970. En la primera es color rojo con franjas negras y en la posterior es gris metálico (debido a que le quita la pintura).
- En la película Drive Angry, Milton (interpretado por Nicolas Cage) conduce un Chevrolet Chevelle 1971 color rojo con dos franjas blancas.
- En la mítica serie animada Los Simpson, Marge conduce un Chevrolet Chevelle Wagon de 1973 color rojo. El auto ha estado presente en una gran cantidad de episodios de la serie.
- En la película Drive, el personaje de Ryan Gosling maneja un Chevrolet Chevelle Malibu 1973 en mal estado.
- En la primera entrega de Death Race, la película culmina con Katrina (Natalie Martinez) visitando a Jensen (Jason Statham) y Manson (Tyrese Gibson) en el taller que pusieron tras escapar de la cárcel, a bordo de un Chevrolet Chevelle SS de 1970 de color celeste metalizado con franjas negras.
- En las películas John Wick y su secuela, el protagonista homónimo interpretado por Keanu Reeves conduce un Chevrolet Chevelle SS de 1970 de color verde con franjas blancas como reemplazo de su Ford Mustang Boss (el cual es robado en la primera película, y en la segunda es gravemente dañado en un tiroteo)